# Prężyce
Prężyce est une localité polonaise de la gmina de Miękinia, située dans le powiat de Środa Śląska en voïvodie de Basse-Silésie.

## Histoire
De 1816 à 1945, Brandschütz fait partie de l'arrondissement de Neumarkt dans le district de Breslau au sein de la province de Silésie.